# Nederlands Fotomuseum

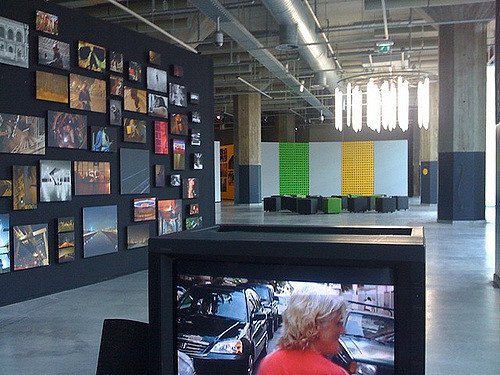
Tentoonstellingsruimte

Het Nederlands Fotomuseum is een museum, gevestigd aan de Wilhelminakade in de Zuid-Hollandse stad Rotterdam, met aandacht voor allerlei vormen van fotografie en een eigen collectie.

## Geschiedenis
Het Nederlands Fotomuseum is ontstaan uit de samenvoeging van het Nederlands Fotoinstituut (NFI), het Nederlands fotoarchief (nfa) en het Nationaal fotorestauratieatelier (NFrA). De eerstgenoemde instituten werden gesubsidieerd door het Ministerie van OCW en de gemeente Rotterdam, en gehuisvest aan de Witte de Withstraat 63 in Rotterdam.
Het Nederlands Fotoinstituut NFI was een voortzetting van de Stichting Perspektief. Het Nationaal fotorestauratieatelier NFrA was opgericht door het Nederlands Fotogenootschap en heeft ten tijde van het Deltaplan voor Cultuurbehoud een subsidie ontvangen voor de uitvoer van een vijftal pilotprojecten om daarmee een nationaal restauratieatelier te realiseren.
Het Nederlands Fotomuseum werd gesticht uit een nalatenschap van de hoogleraar en jurist Hein Wertheimer, een verdienstelijk amateurfotograaf die bij zijn dood in 1997 een legaat van 22 miljoen gulden naliet aan het Prins Bernhardfonds met de opdracht, een fotomuseum op te richten. Het museum opende zijn deuren in 2003.

## Huisvesting
Het museum is sinds 19 april 2007 gevestigd aan de Wilhelminakade in Rotterdam, in het voormalig werkplaatsgebouw - ook wel bekend als het Las Palmas gebouw - van de Holland-Amerika Lijn. Na de verhuizing vanuit de Witte de Withstraat beschikt het museum over twee keer zoveel tentoonstellingsruimte, eigentijdse publieksvoorzieningen en het modernste fotografiedepot van Nederland.
In 2025 verhuist het Nederlands Fotomuseum naar het monumentale pakhuis Santos aan de Rijnhaven in Rotterdam. Dit historische rijksmonument wordt momenteel grondig gerenoveerd en omgebouwd om te dienen als een moderne museale ruimte. Het initiatief voor deze verhuizing werd mogelijk gemaakt door een schenking van 38 miljoen euro van Stichting Droom en Daad, wat de aankoop en renovatie van het pand mogelijk maakte.
Het pakhuis Santos, oorspronkelijk ontworpen door de architecten J.P. Stok Wzn en J.J. Kanters, is ideaal voor het museum dankzij zijn gesloten gevels die minimale daglichttoetreding toelaten, waardoor de collectie van meer dan zes miljoen foto's en kwetsbare fotografische objecten optimaal bewaard kunnen blijven.
Na de renovatie zal het gebouw acht verdiepingen beslaan, met ruimte voor verschillende functies. Naast tentoonstellingsruimtes en de eigen collectie, zal het nieuwe onderkomen ook ateliers, een fotoboekwinkel, een bibliotheek en educatieve ruimtes herbergen. Bovendien komt er op het dak een restaurant met een panoramisch uitzicht over de stad, waardoor bezoekers kunnen genieten van zowel culinaire als culturele ervaringen.
Deze verhuizing markeert een belangrijke stap voor het Nederlands Fotomuseum om verder uit te groeien tot een internationaal podium voor fotografie, waarbij de betekenis en het belang van fotografie in de samenleving nog meer benadrukt worden

## Collectie
Het Nederlands Fotomuseum beheert in de geklimatiseerde fotodepots 175 archieven van Nederlandse historische en contemporaine fotografen, een aantal dat door schenkingen en aankopen voortdurend groeit. Bij elkaar gaat het om ruim 5,6 miljoen negatieven, dia’s en afdrukken. De veelzijdige collectie beslaat alle vormen van fotografie: van albums tot glasnegatieven, van autochromen tot stereofoto’s, van daguerreotypieën tot volledige Nederlandse fotoprojecten en van reclamefotografie, tot reportage en wetenschapsfotografie.
Het fotomuseum heeft een kennisetage, waar de bezoeker zich met interactieve installaties kan verdiepen in fotografie, de museumbibliotheek kan raadplegen en aan educatieve activiteiten kan deelnemen. Daarnaast draagt het museum kennis over via zijn eigen website en websites die in samenwerking met andere instellingen voor fotografie worden ontwikkeld. Een voorbeeld daarvan is de Fotografiebibliotheek.

## Auteursrechtenbeheer
Het Fotomuseum beheert naast de collectie ook de auteursrechten van ongeveer 175 fotografen.